# Patrick Rolland (bowling)
Pour les articles homonymes, voir Patrick Rolland et Rolland.
Patrick Rolland, né le 16 mars 1954, est un champion français de bowling parisien, licencié aux B.C.J.S.M. de Gironde.

## Palmarès

### Championnats du monde
- Champion du monde individuel en 1987, à Helsinki
  - 3e au Championnat du monde équipes de 5 en 1995, à Reno (USA)

3ème en singles (séniors + 65 ans) à Dubaï 2021
3ème en équipes de 4 (séniors + 50 ans) à Dubaï 2021

### Championnats d'Europe
- 2e en doublettes, triplettes, et équipes de 5, en 1981 à Vienne
- 3e en single en 1981 à  Vienne
- 2e en single en 1989

### Coupe d'Europe équipe de 5
- 2e en 1982
- vainqueur en 1988

### Coupe d'Europe individuelle
- 2e en 1984
- 3e en 1991

### Championnats de France
- Double Champion de France individuel, en 1983 et 1984

### Avec Sharks AMF

#### Championnats de France des clubs
- par équipes de 5: 1982, 1983, 1984, 1986, 1989, 1991, 1992, 1993, 1986, 1989, 1991, 1992, 1993, 1997, 2003, 2004, 2005 et 2006.

#### Coupe de France des clubs
- 1982, 1983, 1985,1987, 1991, 1992,1993, 1997, 2003, 2005 et 2006.